# Monarquia de Mapungubwe
Monarquia de Mapungubwe (pronunciado /mɑːˈpuːnɡuːbweɪ/ mah-POON-goob-weh) foi um antigo Estado localizado na confluência dos rios Shashe e Limpopo na África do Sul, ao sul de Grande Zimbabwe. A população da capital era de 5 000 habitantes em 1250, e o território abrigava cerca de 30 000 km² (12 000 mi²).(p50)
A elite de Mapungubwe institucionalizou ainda mais o ritual de invocação de chuva no desenvolvimento da realeza sacral, e o reino exportava ouro e marfim no comércio do Oceano Índico via cidades-estado suaíli na costa da África Oriental. Embora tradicionalmente considerado o primeiro reino no sul da África, escavações na mesma região em Colina Mapela mostram evidências de realeza sacral quase 200 anos antes. Após eventos desconhecidos e o deslocamento das rotas comerciais para o norte por volta de 1300, a população dispersou-se. Atualmente, são frequentemente associados aos povos kalanga (shona), Tshivhula e venda.
Apesar do conhecimento local sobre o sítio sagrado, Mapungubwe só foi redescoberto pela comunidade científica e pelo governo colonial da União da África do Sul em 1933. A Coleção Mapungubwe de artefatos encontrados no sítio arqueológico está abrigada no Museu de Mapungubwe em Pretória. O sítio localiza-se no Parque Nacional de Mapungubwe na África do Sul, na fronteira com Zimbábue e Botsuana.

## Etimologia
O nome original é desconhecido. O sítio e a capital foram denominados Mapungubwe segundo convenções arqueológicas de nomenclatura, estendendo-se ao reino. Mapungubwe significa “lugar de (muitos) chacais”. Em várias línguas bantu, “-pungubwe” refere-se a chacais. “Chacal” é “phunguwe” em venda, enquanto em sotho do norte é “phukubje”.

## História

### Origens
A região foi habitada pelos san por cerca de 100 000 anos. A sociedade san deixou um rico legado de pinturas rupestres por toda a África Austral.(11-12) As origens do Reino de Mapungubwe remontam ao Leopard's Kopje.

#### Schroda (900–1000)
Movidos pelo comércio de marfim, alguns zhizo migraram para o sul por volta de 900 para estabelecer Schroda, próximo ao Rio Limpopo. Os san foram em grande parte expulsos de suas terras ancestrais.(11-12) Os zhizo criavam gado e praticavam agricultura. Comercializavam e possivelmente caçavam com os san, que viviam em diferentes povoados. Schroda era provavelmente a capital zhizo devido à maior população (cerca de 500 habitantes). O chefe era o mais rico, acumulando gado por multas, confisco, tributos, saques e pelo alto preço do dote de casamento. Produziam cerâmica elaborada de estilos variados, que lhes valeu o nome. Figurinos eram usados como auxiliares em aulas. Comercializavam marfim, ouro, peles de rinoceronte, peles de leopardo e ferro com cidades costeiras como Chibuene em troca de miçangas de vidro, tecidos de algodão e seda e cerâmica vidrada.(10-14)

#### K2 (1000–1220)
Por volta de 1000, parte dos povos de Leopard's Kopje deslocou-se ao sul para fundar Bambandyanalo (conhecido como K2), enquanto os zhizo migraram para o oeste até Toutswe (atual Botsuana). Alguns estudiosos veem relações hostis, porém outros defendem complexidade social e política entre os grupos. Os povos de Leopard's Kopje falavam uma forma arcaica de shona, provavelmente kalanga (shona ocidental). K2 era a capital, dividida em áreas residenciais sob chefes de família, com o chefe ocupando a maior área. Mulheres trabalhavam cobre, enquanto homens trabalhavam ferro.(16-23)
Cultivavam sorgo, painço-pérola, painço-dedo, feijão e feijão-caupi. A população chegou a 1 500 em 1200. O ritual de invocação de chuva era amplamente praticado, e o chefe às vezes contratava pessoas com suposta ligação aos espíritos da terra, como os san, devido à longa presença destes na região. Da mesma forma, alguns zhizo remanescentes em Leokwe — provavelmente subordinados a K2 — especializavam-se em rituais.(26-29)
A riqueza gerada pelo comércio do Oceano Índico criou desigualdades sem precedentes, evoluindo de sociedade hierárquica para uma baseada em classes sociais. A disposição espacial de K2 tornou-se insuficiente para essa nova realidade.(p30)

### Colina de Mapungubwe (1220–1300)

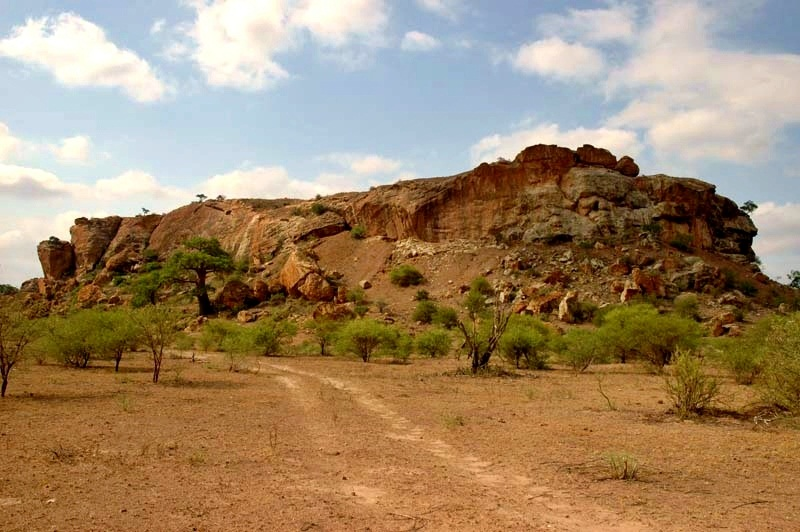
Colina de Mapungubwe

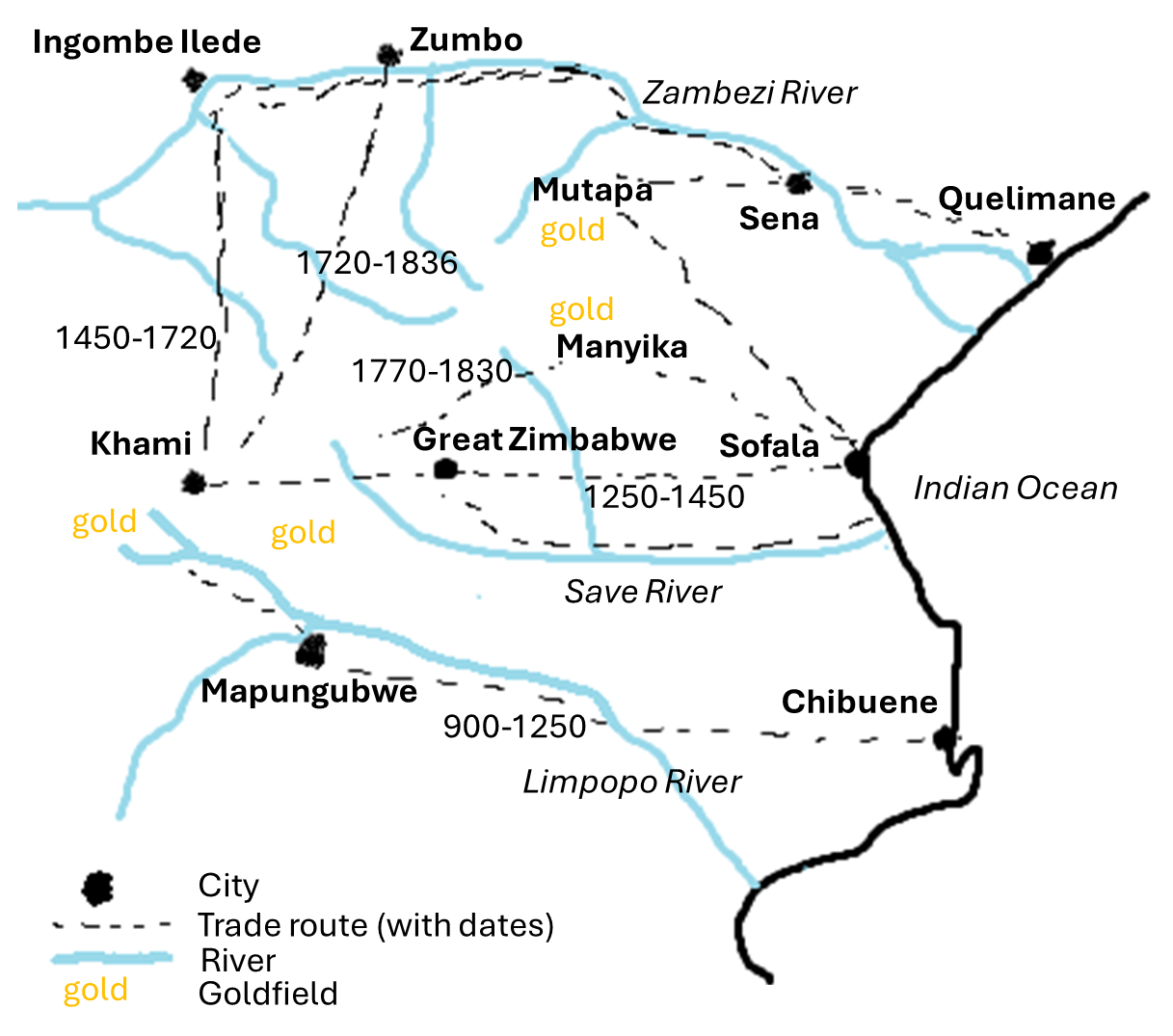
Mapa dos centros comerciais e rotas na região do pré-colonial Zimbábue.

Diante de uma seca severa, a elite real transferiu a capital para Mapungubwe, ocupando seu topo plano por volta de 1220, enquanto a maioria fixou-se aos pés da colina. É possível que o povoado anterior tenha sido incendiado para dar lugar ao novo. A Colina de Mapungubwe tornou-se o único local de invocação de chuva, e a presença do líder reforçou a ligação entre a realeza e o ritual, essencial para a formação da realeza sacral.(32-34) A colina já havia sido ocupada pelos san e um abrigo rochoso no lado leste exibe algumas de suas pinturas rupestres.
O primeiro rei (“Shiriyadenga” nas tradições orais venda), que passava grande parte do tempo em reclusão ritual, tinha seu palácio na parte oeste da colina, incluindo sala de audiências, sala de triagem de visitantes e uma cabana para o adivinho real. Em 1250, Mapungubwe contava com 5 000 habitantes, distribuídos ao redor da colina em um círculo protetor. O segundo rei (“Tshidziwelele” nas tradições venda), construiu seu palácio no centro da colina, com arranjos semelhantes, mas a sala de recepção de visitantes era dividida, obrigando o uso de intermediários. O rei tinha muitas esposas, algumas vivendo fora da capital para manter alianças.(38-51)
A economia baseava-se na agricultura. Para aumentar a produtividade, o gado (até então principal indicador de riqueza) pastava longe da capital em terras de outras comunidades, fortalecendo vínculos sociais e políticos e ampliando a influência de Mapungubwe. Tributos em produtos agrícolas, animais e bens raros geravam grande parte da riqueza.(p163) Mapungubwe não controlava diretamente as aldeias de mineração e fundição, embora parte do ouro tenha sido processada internamente.(p15) É difícil avaliar arqueologicamente o papel da coerção e do conflito no crescimento de Mapungubwe. As muralhas simbólicas que separavam elites e plebe possivelmente também tinham função defensiva. Mapungubwe comerciava localmente com Toutswe e Eiland, e exportava ouro e marfim para o comércio do Oceano Índico via Sofala.(38-51)
Não se sabe o que causou o colapso de Mapungubwe. As rotas comerciais deslocaram-se para o norte, seguindo o Save River rumo ao interior produtor de ouro, prejudicando gravemente a economia local. É plausível que a perda de confiança na liderança tenha levado à dispersão da população. O território foi abandonado, e os dispersos migraram para noroeste e sul, sem se reagrupar. Ao norte, o Grande Zimbabwe, na periferia do estado de Mapungubwe e com população distinta, ascendeu como sucessor, adotando disposição espacial elitista e liderança sagrada semelhantes.(p55)

## Cultura e sociedade
Ao longo do assentamento em K2, a sociedade evoluiu de hierarquia social para classes sociais, sendo um dos primeiros exemplos de realeza sacral no sul da África. O líder e as elites habitavam o topo da colina, com a população abaixo.(32-34) Havia quatro caminhos de acesso, sendo o principal guardado por soldados, chamados “olho” do rei.(p37) Os assentamentos eram divididos em áreas residenciais sob chefes de família, rodeando a colina em círculo protetor.(p40) O reino possuía hierarquia em cinco níveis: chefes de família, chefes de aldeia, pequenos chefes, chefes sêniores e o rei.(p50)
O rei dormia em uma pequena cabana de madeira em local secreto. Visitantes eram isolados dele. Sua comitiva incluía soldados e cantores de louvor, além de músicos que tocavam mbiras e xilofones. Seus atos eram ritualizados: se espirrasse, um cantor anunciava o fato. As esposas representavam status, e o rei mantinha várias, com a esposa sênior subordinando-se à principal. Algumas viviam fora da capital para fortalecer alianças.(44-46)
Mapungubwe seguia o padrão de assentamento conhecido como "Padrão Central de Gado". O centro era domínio masculino, com área para disputas e decisões políticas, enquanto a zona externa era domínio feminino, com complexos domésticos. A vida girava em torno da família e da agricultura. Eram criados locais para cerimônias de iniciação, atividades domésticas e outras funções sociais. O gado ficava em currais próximos às casas, simbolizando seu valor. Os tribunais pertenciam ao líder, que se mantinha em reclusão no topo; seu irmão, segundo em poder, presidia as sessões.(p34) Apenas homens de alta posição podiam fundir e trabalhar cobre e ouro, associados a poder, riqueza e fertilidade. Enquanto muitos tinham ferramentas de ferro, camponeses pobres usavam ferramentas de pedra e osso.
As elites eram enterradas em colinas. As esposas reais viviam em área separada do rei. Homens importantes mantinham residências prestigiosas na periferia da capital. Esse padrão espacial surgiu em Mapungubwe e foi replicado nos estados posteriores de Butua e Rozwi. O crescimento populacional pode ter levado ao surgimento de especialistas em cerâmica. Objetos de ouro foram encontrados em túmulos de elite na colina real.

### Ritual de invocação de chuva
O ritual de invocação de chuva visava induzir precipitações e evitar secas ou inundações, baseado na crença de que humanos podiam influenciar a natureza, espíritos ou ancestrais. Os san eram procurados por sua conexão com antigos espíritos da terra. Xamãs san entravam em transe para capturar, no mundo espiritual, os animais associados à chuva. Em K2, escolheu-se os san em vez dos zhizo, por não acreditarem em ancestrais, evitando assim influência ancestral adversa. Morros com riachos na base eram locais de invocação de chuva. Com o aumento da complexidade social, casas e santuários foram erguidos em colinas, institucionalizando a prática. Em Mapungubwe, a elite centralizou o ritual em uma única colina, a Colina de Mapungubwe, com a família real como especialistas, marcando o afastamento do papel ancestral.

## Economia
Têxteis e cerâmica eram produzidos em Mapungubwe.Mapungubwe comercializava localmente com Toutswe e Eiland.(p51) Uma fonte importante de riqueza era o comércio do Oceano Índico. A ligação inicial foi com Chibuene. Após a destruição de Chibuene, Sofala tornou-se o principal porto, frequentado por mercadores árabes devido à maior demanda por ouro no século X, impulsionada por diversos estados muçulmanos, europeus e indianos que emitiam moeda de ouro. Mapungubwe exportava ouro e marfim, importando grande quantidade de miçangas de vidro do Subcontinente Indiano e Sudeste Asiático. O celadon chinês encontrado no palácio provavelmente era presente dado para facilitar o comércio.(52-53)
No final do século XIII, mercadores contornaram Sofala e Mapungubwe, seguindo pelo Save River (norte do Rio Limpopo) até o interior produtor de ouro, pois Quelimane e Angoche tornaram-se hubs comerciais. Isso precipitou a ascensão do Grande Zimbabwe e foi fator-chave no colapso de Mapungubwe.

## Alvenaria em pedra
A organização espacial em Mapungubwe, denominada dzimbahwe em shona, envolvia muros de pedra para demarcar áreas importantes, reforçando distinções de classe e proporcionando reclusão ritual ao rei.(p39) Existia uma residência murada ocupada provavelmente pelo conselheiro principal. Pedra e madeira eram usadas em conjunto. Também havia paliçadas de madeira ao redor da colina. A maior parte da população vivia dentro do muro oeste.

## Sepultamentos reais

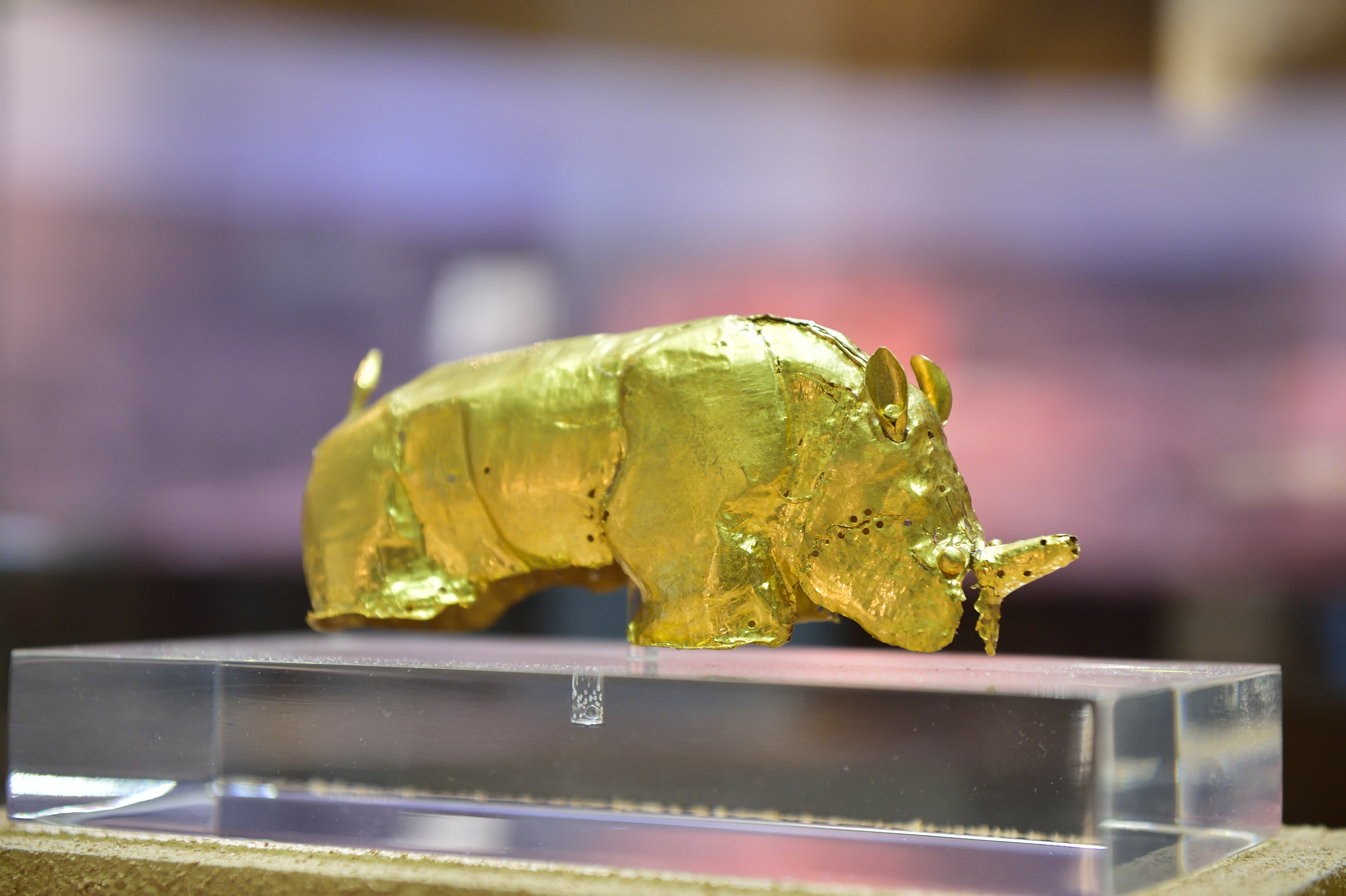
O Rinoceronte de Ouro de Mapungubwe

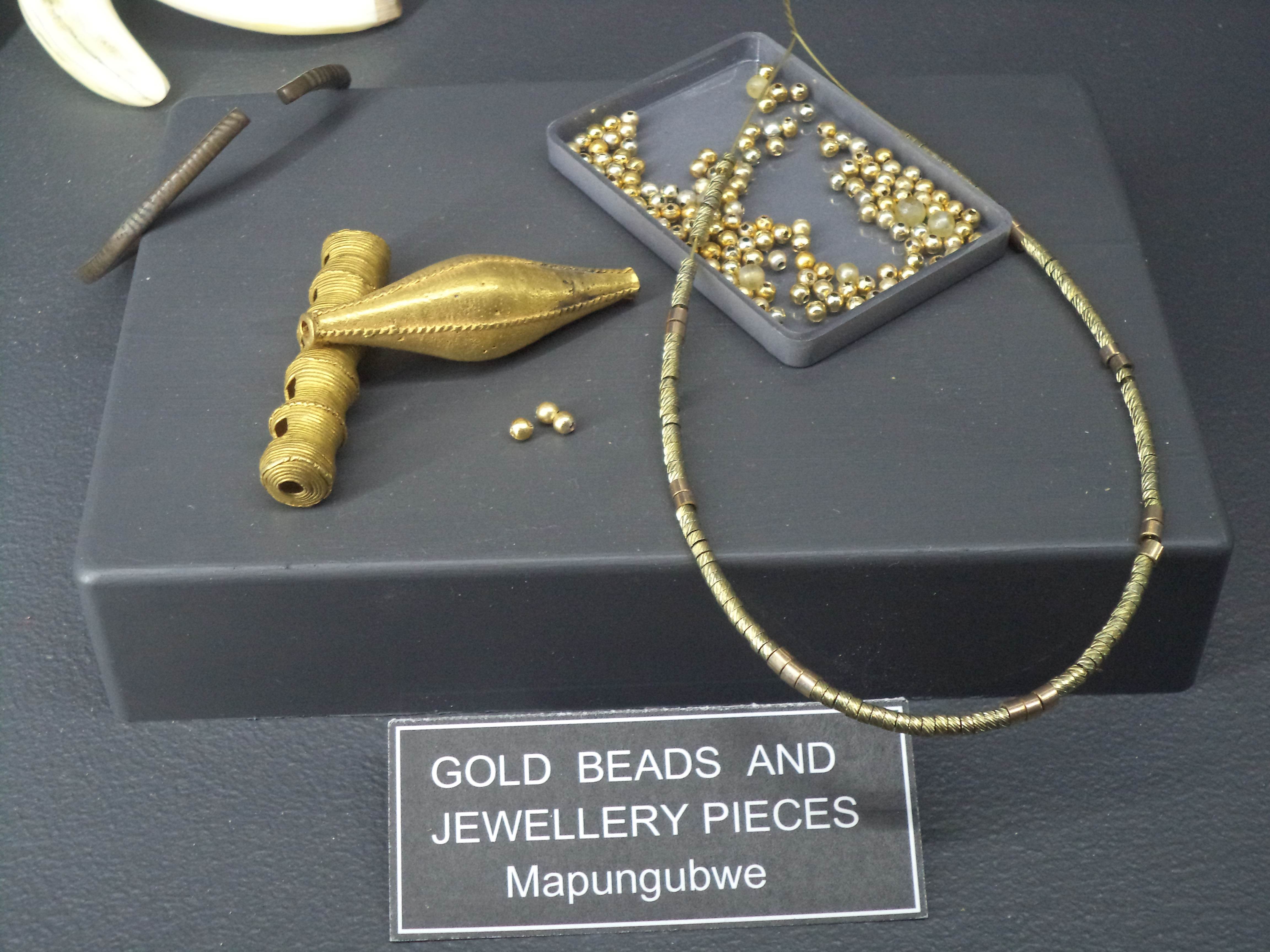
Miçangas e joias de ouro encontradas em Mapungubwe

Na década de 1930, descobriu-se um grande cemitério próximo ao palácio, com 23 sepultamentos. A maioria tinha poucos ou nenhum adereço; porém três se destacaram. O primeiro, denominado sepultamento de ouro original, incluía um encosto de madeira e três objetos cobertos por folha de ouro: uma tigela de adivinhação, um cetro (possivelmente uma clava) e um rinoceronte. O segundo, possivelmente do sexo feminino, foi enterrado de frente para oeste com mais de 100 braceletes de ouro, 12 000 miçangas de ouro e 26 000 miçangas de vidro. O terceiro, possivelmente um homem alto de meia-idade, também voltado para oeste, trazia colar de miçangas de ouro e conchas de cauri e diversos objetos cobertos de folha de ouro, incluindo um crocodilo.(46-47)
Em 2007, o governo sul-africano autorizou o reenterramento dos restos mortais escavados em 1933 na Colina de Mapungubwe, em cerimônia realizada em 20 de novembro de 2007.

## População

### Dieta e estilo de vida
Análises paleodemográficas indicam que a população de Mapungubwe apresentava taxas de mortalidade típicas de grupos pré-industriais (comparáveis aos europeus pré-industriais), com alta mortalidade infantil e expectativa de vida de 35–40 anos após a maturidade. Outro achado é que a população tinha bom crescimento sem frequência notável de infecções crônicas, embora crianças às vezes apresentassem anemia.

### Filiação étnica
Acredita-se que os habitantes de Mapungubwe sejam ancestrais do povo kalanga (subgrupo do povo shona).
O sítio é reivindicado pelos vhavenda e pelos tsivhula (identidades formadas entre os séculos XV e XVII por amalgamação de kalanga, shona e sotho-tswana). Embora ambos tenham laços históricos, participam do processo de reivindicação de terras promovido pelo governo sul-africano, no qual diversos grupos fazem alegações inconsistente. Nem suas histórias de migração nem as de seus clãs coincidem com a linha do tempo do sítio.
A população de Mapungubwe é vista como os “ancestrais culturais” dos povos shona e venda. Tradições orais venda afirmam que os reis Shiriyadenga e Tshidziwelele reinaram na Colina de Mapungubwe antes de serem sucedidos pelos Lambeu Vele, mas isso é disputado.

#### Genética
Análise esquelética de traços craniométricos (ou seja, características do crânio) tem sido utilizada para inferir a relação genética entre o povo de Mapungubwe e outras populações. Análise inicial de Galloway (1939/1957) identificou afinidades entre o povo de Mapungubwe e amostras de khoisanídeos, classificando, assim, a população de Mapungubwe como ‘racialmente Boskop’ (Khoisan)., possivelmente com traços “caucasoides”. Essa classificação gerou controvérsias, pois a cultura material do sítio alinha-se a práticas bantu. A reanálise de crânios de Galloway é dificultada pela má conservação, mas estudos posteriores mostram que a maioria das amostras não danificadas se enquadra na variação bantu esperada. Rightmire (1970) analisou 35 traços e constatou que seis crânios de K2 ficavam fora da variação san e hottentote, alinhando-se à variação bantu. Ele concluiu:
 Bambandyanalo e Mapungubwe não devem ser vistos como representantes de uma população “grande khoisan” (i.e., hottentote), pois não há base para enfatizar essas amostras como pré-ou não-negro e explicar a cultura material de K2 como “tomada”... 
 Steyn (1997) constatou que amostras dentárias de K2 eram mais semelhantes às classificadas como “negro sul-africano” do que às san. Ela resumiu: 
 Os dentes de K2 e Mapungubwe provavelmente provêm de uma única população que, embora não idêntica, é amplamente similar ao negro sul-africano moderno. 
 As discrepâncias ocorrem devido ao tamanho reduzido de amostras, problemas de medição craniométrica e à miscigenação histórica entre khoisan e bantu. Estudos genéticos recentes confirmam a mistura entre essas populações. Finalmente, estudos argumentam que craniometria e genética sozinhos não definem identidades etnolinguísticas precisas, devido à mistura histórica e à complexidade das populações.

## Redescoberta e historiografia
O conhecimento local do sítio vinha de tradições orais, que o consideravam sagrado e imbuído do poder ancestral, advertindo contra visitas ou até apontar para a colina. No século XIX, Frans Lotrie, de ancestrais alemães ou holandeses, tornou-se conhecido como “Wild Lottering” e fixou-se próximo ao Limpopo. No início do século XX, os fazendeiros Van Graan, no Município do Distrito de Mopane, ouviram lendas de um “homem branco eremita” que subira ao topo da colina sagrada e encontrara tesouros. Em 1933, forçaram um guia local a revelar a trilha secreta até o topo, onde encontraram fragmentos de cerâmica e artefatos de cobre, vidro e ouro, incluindo o sepultamento de um indivíduo altamente adornado.
Os Van Graan não relataram todos os achados. O filho mais jovem, ex-aluno da Universidade de Pretória, comunicou a descoberta a um arqueólogo. A Universidade de Pretória, então exclusivamente afrikaner, obteve os direitos sobre os artefatos, e o governo de Hertzog monopolizou o sítio. A descoberta contradizia o mito da supremacia branca e a ideia de que a África precisava ser “civilizada”. Assim como em Grande Zimbabwe, o governo tentou ocultar, desacreditar e “proteger” o local.

O sítio foi declarado monumento nacional na década de 1980. O estudo de Mapungubwe ao longo do século XX excluiu em grande parte as comunidades locais até o período pós-apartheid, quando descendentes e moradores tornaram-se mais envolvidos.

## Áreas protegidas
A área faz parte do Parque Nacional de Mapungubwe, inserido na Paisagem Cultural Mapungubwe (UNESCO) e na Grande Área Transfronteiriça de Conservação Mapungubwe.
A Paisagem Cultural Mapungubwe foi declarada Patrimônio Mundial da UNESCO em 3 de julho de 2003.

## Galeria

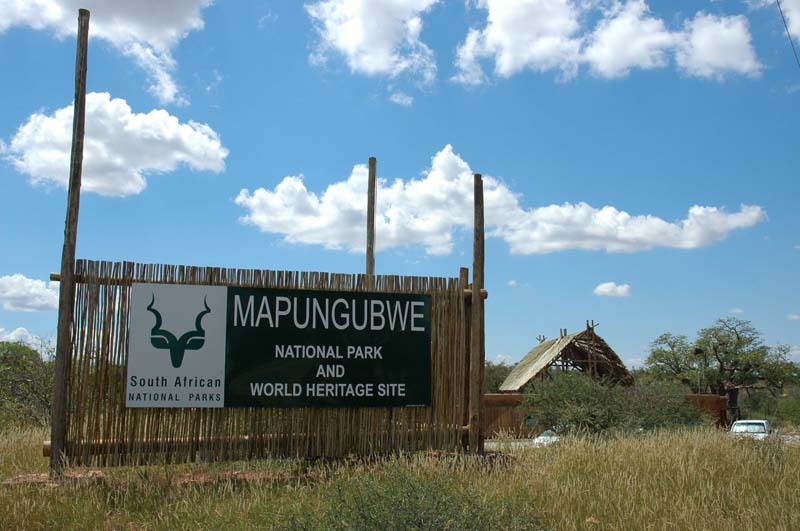
Entrada do Parque Nacional de Mapungubwe, Província de Limpopo, África do Sul
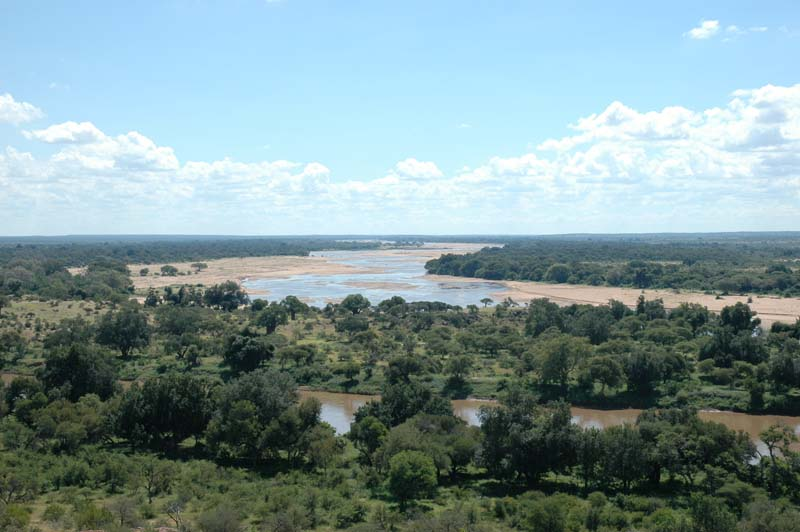
Vista da África do Sul; à esquerda Botsuana e à direita Zimbábue. O rio que segue horizontal é o Limpopo; o que some no horizonte é o Shashe.
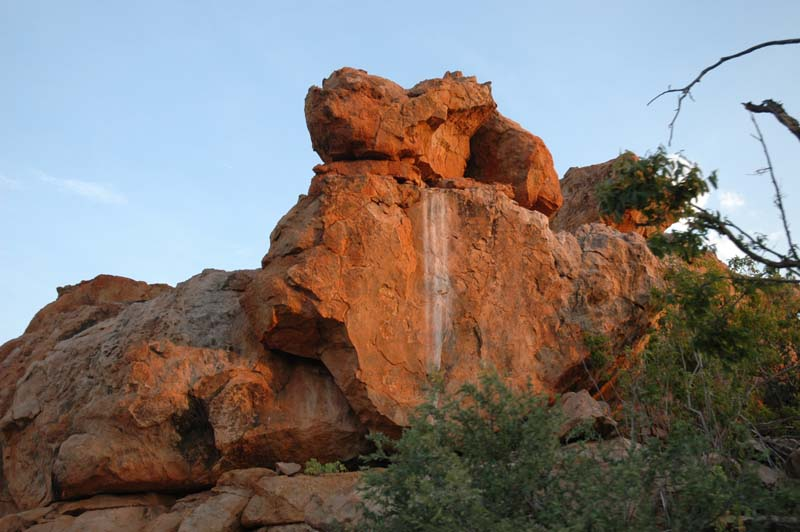
Formações de arenito típicas do Parque Nacional de Mapungubwe
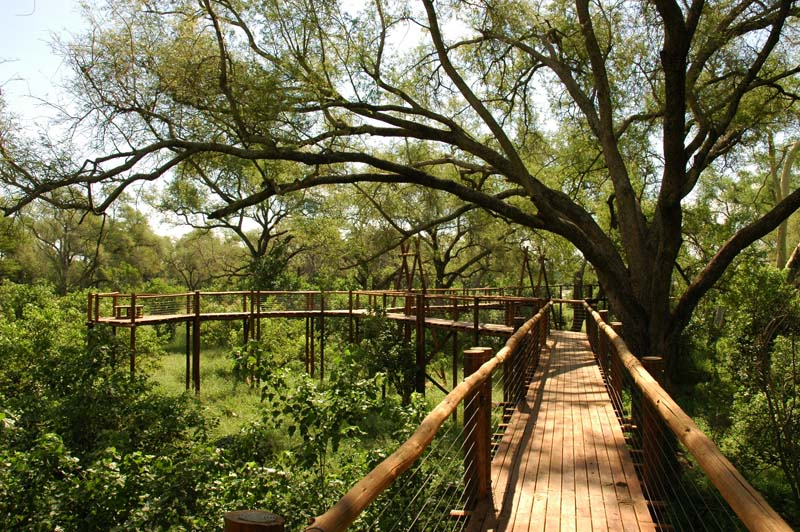
Passarela suspensa. Todas as instalações são acessíveis a cadeiras de rodas.
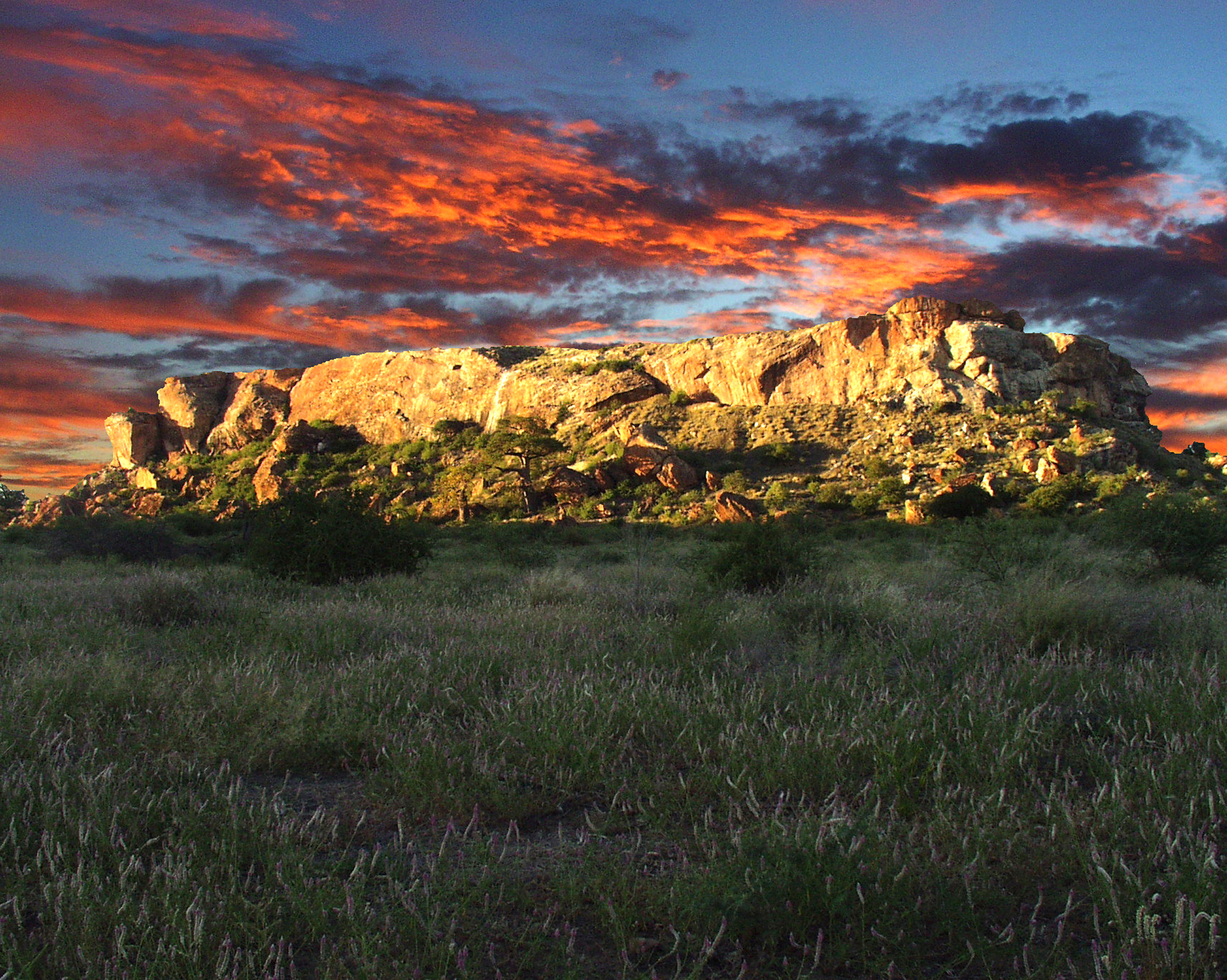
Colina de Mapungubwe vista ao norte
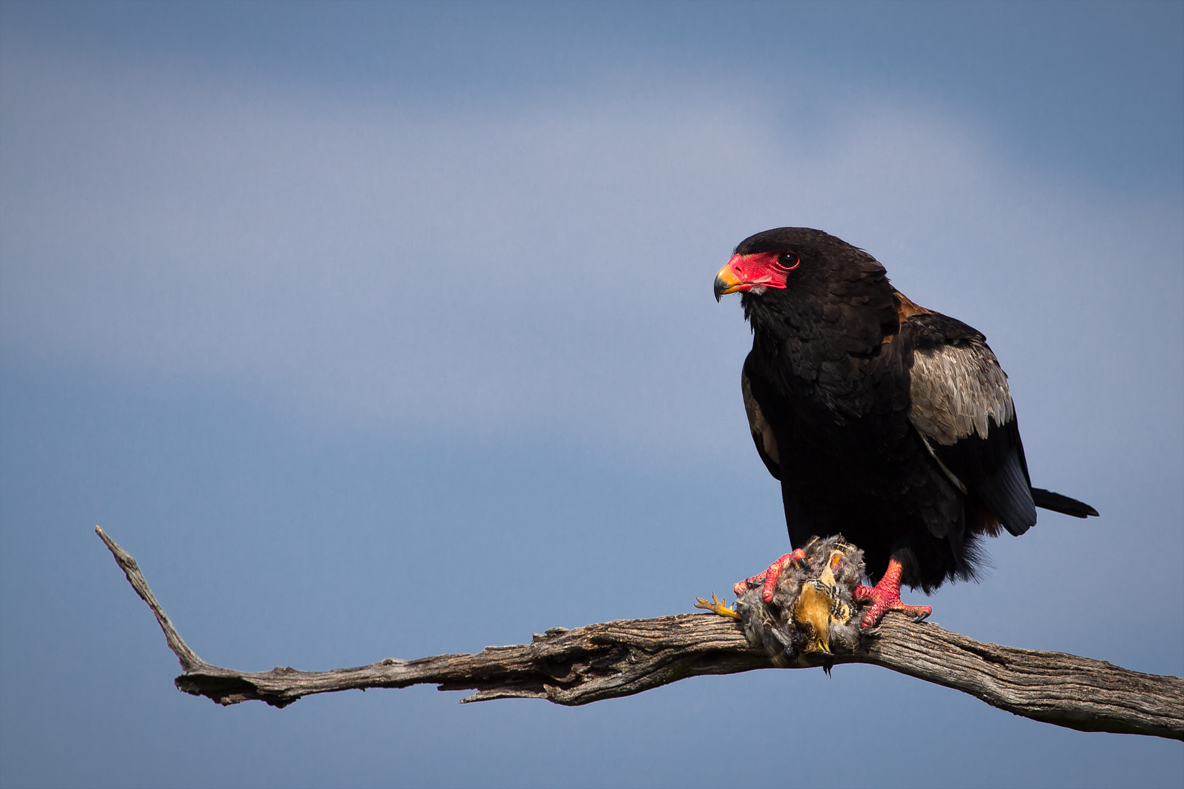
O nome pode derivar da palavra shona para águia-bateleur
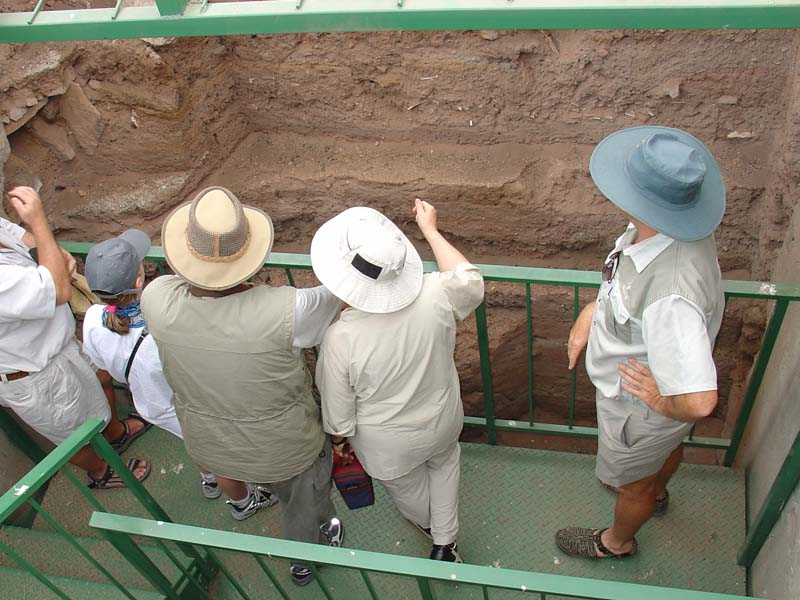
Sítio arqueológico em Mapungubwe
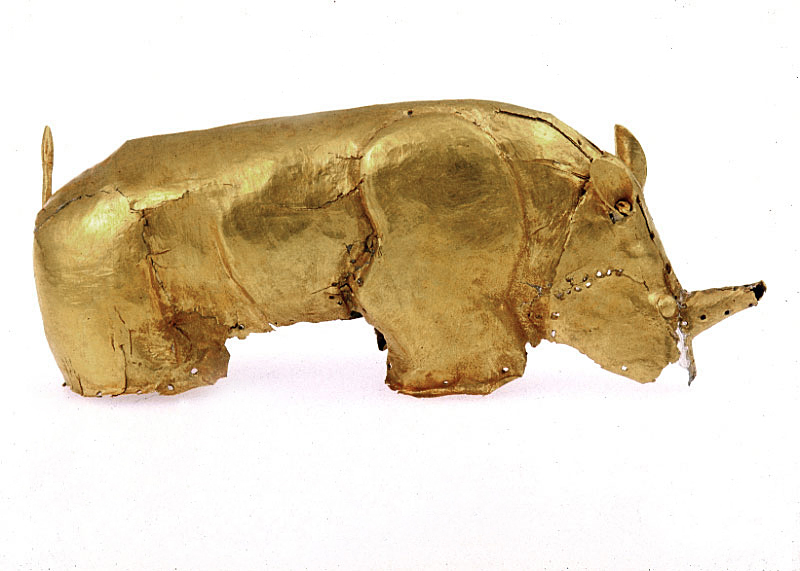
O Rinoceronte de Ouro de Mapungubwe